# Postenje (Ljubovija)
Postenje (Servisch cyrillisch Постење) is een plaats in de Servische gemeente Ljubovija. De plaats telt 383 inwoners (2002).